# Quiznos
Quiznos ist eine US-amerikanische Schnellrestaurantkette, die sich ähnlich wie Subway auf Sandwiches spezialisiert hat.
Quiznos ist bekannt dafür, seine Sandwiches warm zu verkaufen, indem sie die Sandwiches nach dem Hinzufügen aller Zutaten toasten. Nur der Salat wird nach dem Toasten hinzugefügt.

## Geschichte
Das erste Restaurant eröffnete 1981 in Denver. Das Unternehmen expandierte in der Folge auch auf verschiedenen internationalen Märkten und verzeichnete auf seinem Höhepunkt im Jahr 2007 über 5.000 von Franchisepartnern betriebene Restaurants und Verkaufsstellen.
Im Zuge der wirtschaftlichen Rezession musste das Unternehmen schrumpfen und meldete schließlich im März 2014 Insolvenz an. Nach Abschluss des Insolvenzverfahrens und Übernahme durch neue Investoren hat Quiznos heute noch rund 800 Verkaufsstellen, soll aber erneut internationale Expansionspläne verfolgen.